# Arma de aire comprimido

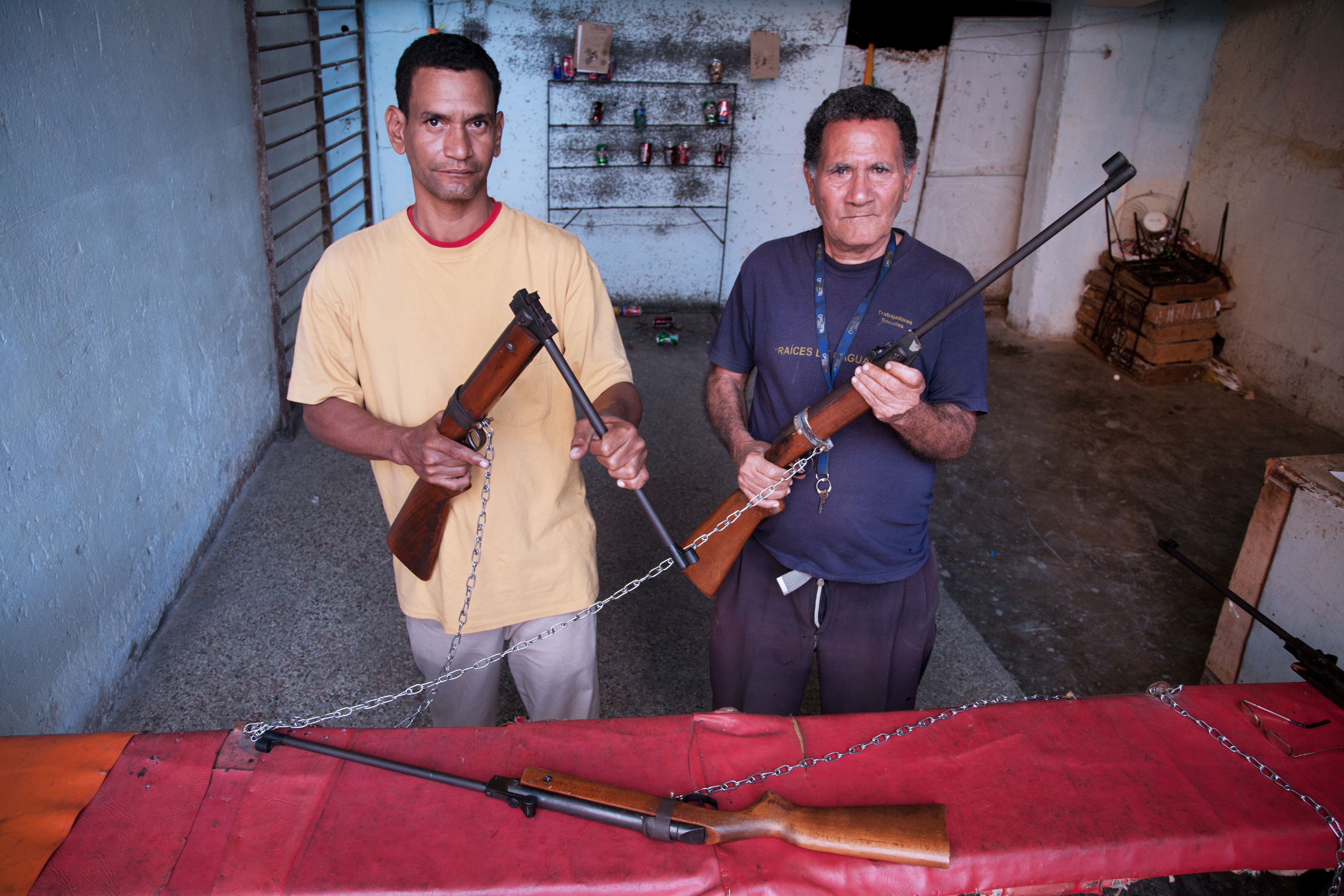
Carabinas de aire comprimido en un puesto de tiro al blanco de La Habana, Cuba.

Un arma de aire comprimido o rifle balín  es un arma que utiliza la fuerza del aire comprimido, en contraposición a las armas de fuego, que se basan en reacciones químicas que producen una gran cantidad de gases al quemarse la pólvora. Por lo general utiliza el balín como proyectil.   

## Historia
La historia de las armas de aire es un relato que se remonta centurias atrás, hay quien incluso afirmaría que para hallar el origen del uso de esta tecnología habría que fijar la vista milenios atrás. Siguiendo esta última línea de investigación se contemplaría la cerbatana como la primera arma que utilizó la fuerza del aire para impulsar un proyectil. Así pues, la cerbatana se convertiría en antecesora de las posteriores armas de aire; claramente la evolución fue grande, sin embargo es cierto que se desarrollaron empleando un sistema similar: la potencia que ofrece el aire impulsado. Se sabe que desde sus inicios, las armas de aire eran muchas veces guardadas en secreto y hasta calificadas despectivamente como herramientas del diablo. La historia de las armas de aire está inmersa en el misterio y es todavía tan intrigante como cualquier crónica de siglos pasados. Aunque es difícil comprobar exactamente cuando las armas de aire fueron producidas por primera vez, en Europa los historiadores creen ahora que el período más probable para su primera aparición fue a mediados del siglo XVI. La razón por la que no sabemos mucho acerca de las armas de aire se debe a que los restos materiales son muy escasos; por desgracia, en la actualidad no conservamos gran cantidad de carabinas antiguas de aire. Atendiendo al criterio arqueológico, el arma más antigua de aire conservada hasta ahora se cree que es del año 1580 y está guardada en el Museo Livrustkammaren de Estocolmo, se trata de una carabina de muelle, también llamada de pistón, ya que es esta pieza la encargada de comprimir el aire existente dentro del cilindro del arma, que impulsa la munición que saldrá disparada. El uso más difundido de las armas de aire comprimido durante el siglo XVI fue la caza. Al ser unas armas de alto coste, fue la nobleza quien la empleó con mayor asiduidad. Eran armas muy eficaces, capaces de abatir a piezas de gran tamaño como jabalíes o ciervos de un solo disparo.
La que es considerada como la primera arma de PCP (del inglés Pre-Charged Pneumatic, traducido aire precomprimido) de la historia, fue inventada por el armero italiano Girandoni Bartolomeo en 1780 para el ejército austriaco (el cual tenía todo un regimiento armado con fusiles de aire) en el contexto de las guerras napoleónicas entre Francia y Austria (Rebelión Tirolesa). Este modelo austriaco se denominó en alemán Windbüchse, es decir, fusil de viento. Como se ha referido, era un fusil de calibre 11,2 mm capaz de disparar hasta 20 balas por minuto. La velocidad de este fusil fue una gran novedad en la época tomando como referencia que los fusiles de avancarga empleados por el ejército napoleónico que únicamente podían llegar a hacer hasta 3 disparos por minuto. Además la precisión era mucho menor para estos fusiles que para el fusil de aire Girandoni. La eficacia del arma fue tal que Napoleón llegó a dictar una orden donde mandaba ejecutar a todo aquel soldado enemigo que estuviese armado con un fusil de aire comprimido. Todos los relatos sobrevivientes indican que los austriacos usaron esas armas de aire con eficacia mortífera contra las tropas francesas de Napoleón Bonaparte durante la Campaña Tirolesa y se dice que eran suficientemente potentes para matar un hombre a 135 metros de distancia. Este sistema de muelle o resorte, junto con el de aire precomprimido (PCP) fueron los dos sistemas de carga más empleados desde los inicios del desarrollo de las armas de aire. Sin embargo, los problemas de carga, sumados a la inestabilidad de los depósitos de aire (a veces explotaban), el coste de los depósitos y el esfuerzo físico y mental que requerían, hicieron estas armas poco prácticas para su producción masiva y para el ámbito bélico, y los fusiles de avancarga se convirtieron inexorablemente en el arma perfecta de los conflictos modernos. Uno de los fusiles de aire comprimido más famoso de la historia se localizó en el continente americano. Fue el fusil empleado por Lewis y Clark en una expedición al Pacífico por tierras del oeste durante los años que transcurren desde 1803 a 1806. Tal como parecen indicar las últimas investigaciones realizadas, éste sería un fusil neumático de calibre 7,9 mm fabricado en Filadelfia. Este fusil que fue empleado por el capitán Lewis para la caza, fascinó a las tribus aborígenes, quienes bautizaron al arma como “palo de trueno sin humo”.
La fabricación de fusiles y pistolas de aire no sólo se realizó en la mitad occidental del planeta (América y Europa), sino que también se desarrolló en la zona del Este. Veinte años después de que el capitán Merriwether Lewis emplease su fusil en América, concretamente entre la década de 1820, el inventor japonés Kunitomo Ikkansai creó una carabina de aire aplicando los conocimientos que había adquirido de la tecnología occidental, concretamente siguiendo modelos holandeses. La aplicación del dióxido de carbono a las armas de aire se debe a la inventiva de Paul Giffard (18??-1897) un investigador e inventor francés que desarrollo en 1859 una pistola de gas carbónico (Giffard Carbonic Gas Target Air Pistol) en calibres de 6 y 8 mm con una autonomía de 300 disparos por carga. Al fallecer se finalizó la producción pero la idea de su diseño fue reproducida en parte en el año 1900 en la pistola sueca "Excellent".
A pesar de que los fusiles de aire comprimido se retiraron del escenario de la batalla bélica, su uso continuó, sobre todo destinado a actividades cinegéticas y deportivas. Este es el caso de Inglaterra donde en la década de 1890 se empleó la carabina de aire comprimido en actividades de tiro al blanco. Fue una actividad que poco a poco ganó en popularidad, tal es así que se creó una Asociación Nacional del Fusil de Aire, que llegó a albergar a más de 4.000 clubes y asociaciones del fusil de aire de toda Gran Bretaña. Aunque el tiro deportivo se hizo desde los primeros juegos olímpicos (Grecia 1896), no fue sino hasta 1984 que se incluyeron las armas de aire como una modalidad. La UIT (Unión Internacional de Tiro), creada en Zúrich (Suiza) en 1907 se mantuvo como organismo regidor del tiro a nivel internacional hasta 1998 cuando se constituyó la ISSF (International Shooting Sport Federation).

## Funcionamiento
Suelen consistir en un fusil, carabina o pistola, que tiene una cámara de potencia en la que una pieza llamada muelle o resorte (según región) es sometida a compresión y mantenido así por el mecanismo del gatillo. Al accionar el gatillo, el muelle es liberado y acciona un pistón que comprime aire que pasa al cañón, donde reposa el balín. Bajo la fuerza del aire comprimido por el pistón, el balín se ve obligado a atravesar el cañón estriado a alta velocidad, para una vez en el aire, iniciar su trayectoria libre hasta el blanco. Los modelos clásicos suelen ser de tiro único, debiendo amartillar el arma y poner manualmente un balín nuevo en cada disparo. Esto se hace al bascular el cañón hacia abajo, que por medio de una biela, comprime el muelle / resorte y deja a la vista la recámara del cañón, donde se coloca el balín aunque también existen modelos de cañón fijo en donde una palanca lateral o inferior se acciona para comprimir el muelle / resorte.
En otros modelos como es el sístema PCP (Pre Charged Pneumatic) se carga al depósito del arma una cantidad de aire comprimido con altísima presión (entre 200 y 300 bar según modelo) donde se acumula aire para varios disparos.
La carga de armas PCP puede realizarse bien mediante por una bomba integrada en el arma y que hay que accionar para cada disparo, o por una bomba manual, o también pudiendo utilizar una Scuba de buceo. También hay modelos que usan cartuchos desechables de CO2. Todos estos modelos de aire o gas pre comprimidos, por lo general, tienen una precisión mayor a los modelos de muelle / resorte y pistón, debido a su carencia de retroceso y vibraciones al disparar.

## Uso principal
En algunos países está permitida la caza con armas de aire comprimido, usando armas neumáticas de alta potencia denominadas categoría magnum (mayorménte de sistema PCP) mientras que en otros, como en el caso de España, solo está permitido su uso para el tiro deportivo a dianas y reguladas por ley a una potencia máxima de 24 julios para uso civil. 
El Field target, ejemplo de uso deportivo de este tipo de armas, consiste en disparar a dianas abatibles que suelen representar diversas especies cinegéticas.
Algunos clasifican a las réplicas de airsoft como armas de aire comprimido, ya que la propulsión del proyectil normalmente es efectuada por un mecanismo análogo al de una carabina de muelle y pistón, aunque este tipo de armas disponen de un mecanismo electromecánico que comprime el muelle de forma automática con una cadencia similar a la de un arma real. Existen, sin embargo, algunos modelos que funcionan mediante gas comprimido.

## Munición

### Bolita

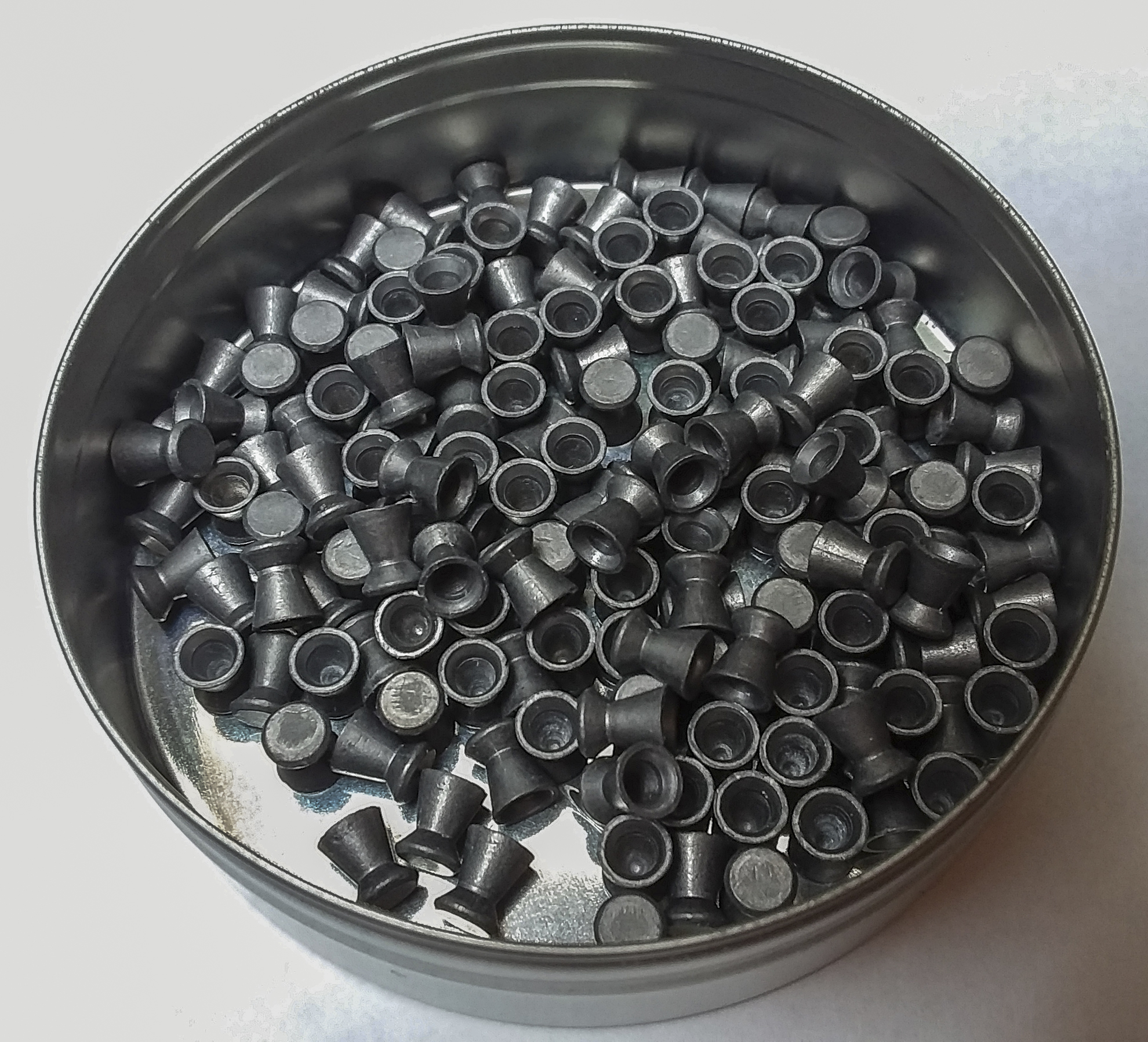
Pellets Wadcutter o Flathead

La munición más popular utilizada en las armas de aire comprimido está hecha de plomo, un metal pesado . El plomo es altamente venenoso (ya sea que se inhale o se ingiera) y afecta a casi todos los órganos y sistemas del cuerpo humano. Por esta razón, los pellets sin plomo son cada vez más populares y están disponibles en todas las formas y estilos principales, al igual que los pellets de plomo tradicionales.
Con diferencia, la forma más popular es la bolita de diábolo con cintura de avispa , que tiene dos secciones: una parte frontal sólida llamada "cabeza", que contiene el centro de masa y está disponible en una variedad de formas y estilos, como plano ( wadcutter) . ), redondo (abovedado), cónico (puntiagudo) y deshuesado ( punta hueca ); y una parte trasera cónica hueca, de paredes delgadas, llamada "faldón", que se expande y se acopla completamente al orificio para proporcionar un buen sellado y así permitir la máxima eficiencia en la propulsión de los perdigones durante el disparo. En vuelo, la falda tiene una mayor relación resistencia -peso que la cabeza y ejerce un tirón hacia atrás detrás del centro de masa, similar al de un volante . Esto produce un fenómeno conocido como estabilización de arrastre , que ayuda a contrarrestar la guiñada y mantener una trayectoria de vuelo constante. Sin embargo, la forma de diábolo también significa que el perdigón en general tendrá un coeficiente balístico deficiente y tiende a perder energía rápidamente y a ser más inestable, especialmente en la región transónica (272–408 m/s ~ 893–1340 pies/s).

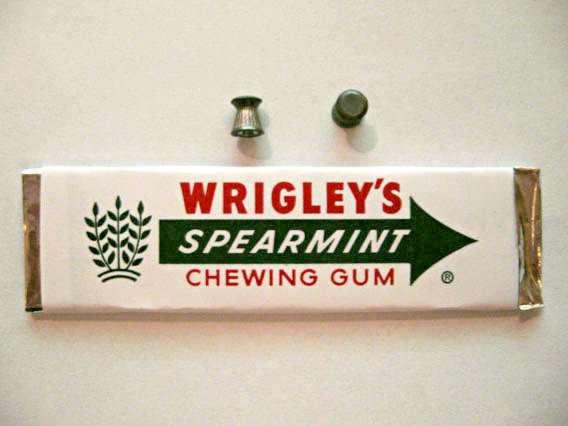
Una bolita "Wadcutter" calibre .177 (4,5 mm) junto a una barra de chicle

Los gránulos de diábolo se fabrican convencionalmente con plomo , pero están ampliamente disponibles en alternativas sin plomo, como estaño , o una combinación de materiales como acero o aleaciones de oro con puntas de polímero . Los principales fabricantes de pellets, incluidos H&N Sport, RWS, JSB, Gamo y otros, ofrecen una variedad de balines sin plomo.  Dado que el plomo es muy denso, tiene un coeficiente balístico más alto que las alternativas livianas como el estaño, el cobre o el plástico. Actualmente, la industria de las armas de aire comprimido no produce en masa alternativas densas al plomo con un alto coeficiente balístico para tiros de larga distancia.

### Babosa
Algunos fabricantes también han introducido recientemente perdigones de forma más cilíndrica y conoidal para los rifles de aire PCP modernos, más potentes. En comparación con los perdigones de diábolo comúnmente utilizados, estos perdigones se parecen a las bolas Minié y tienen más superficie de contacto con el orificio y, por lo tanto, necesitan una mayor fuerza de propulsión para superar la fricción, pero tienen mejor aerodinámica , coeficiente balístico y alcances efectivos más largos debido a su forma más similar. para balas de armas de fuego, sin embargo, también requieren un cañón completamente estriado para estabilizar el giro en vuelo. También están hechos de plomo y se deben tomar precauciones al manipularlos o al preparar a los animales para el alimento, ya que los fragmentos de plomo pueden pasar fácilmente por alto dentro de la carne

### BB

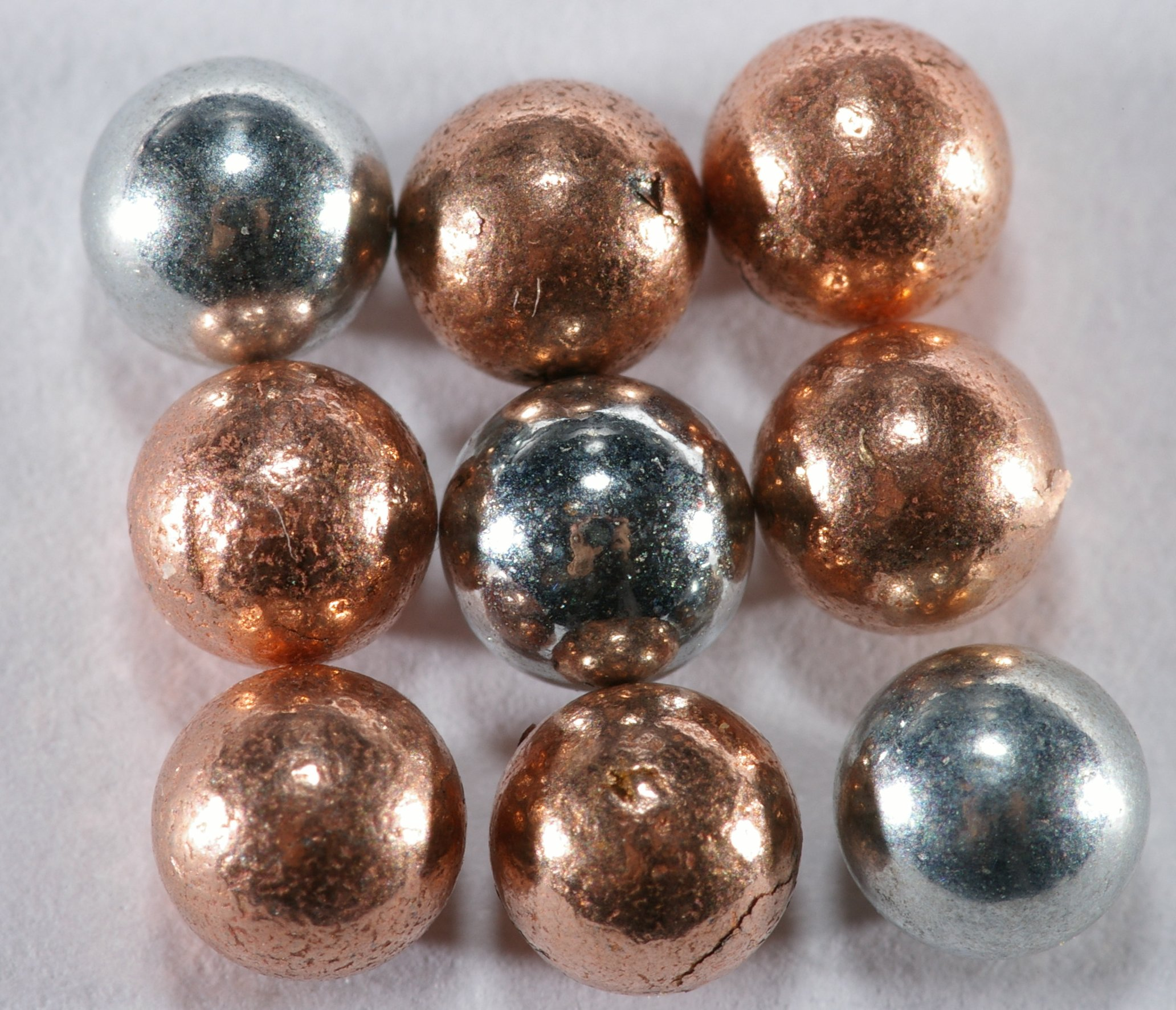
Bolas de acero recubiertas de cobre y níquel.

La bala de aire comprimido alguna vez fue la munición para armas de aire comprimido más común en los EE. UU., gracias a la popularidad de la línea de armas de aire comprimido de Daisy . Una BB es una pequeña bola metálica de 4,5 mm/ 0,177" de diámetro , normalmente hecha de acero (con un revestimiento de cobre o zinc) o plomo. Originalmente llamada " perdigones redondos ", el nombre contemporáneo proviene del tamaño "BB". perdigones de plomo utilizados en cartuchos de escopeta , para los cuales fue diseñada la primera pistola de aire comprimido inventada en 1886. Las municiones de acero pueden tener una precisión aceptable en distancias cortas cuando se disparan con pistolas de aire comprimido diseñadas adecuadamente con cañones de ánima lisa . Los perdigones de plomo n.º 3 se pueden utilizar en carabinas de aire comprimido calibre 25” como si fueran grandes balines.
Debido a la dureza del acero, las municiones de acero no pueden "adaptarse" a los cañones estriados, por lo que son de tamaño insuficiente (bola de 4,4 mm contra 4,5 mm de diámetro) para permitir su uso en cañones estriados de .177", que cuando se utilizan en De hecho, esta configuración puede considerarse de ánima lisa , pero con un sellado de gas peor, y si se utilizan bolas de 4,5 mm de diámetro, se atascarían en el agujero. Por lo tanto, las bolas de acero carecen de la estabilización de giro necesaria para una precisión de largo alcance y uso. Se desaconseja utilizarlas en cualquier arma, excepto en las más baratas. Sin embargo, las municiones de plomo más blandas se pueden utilizar en cañones estriados.
Por lo general, las bolas se utilizan para practicar en interiores, jugar ocasionalmente al aire libre, entrenar a niños o para ahorrar dinero, ya que son significativamente más baratos que los perdigones. Las réplicas de pistolas de CO 2 permiten a las personas entrenar con una pistola de aire comprimido, lo que ahorra mucho dinero en cartuchos de fuego central. Se debe tener cuidado para evitar rebotes y se recomienda usar gafas de seguridad. Recientemente, los fabricantes han creado municiones frangibles ,  que se rompen y no rebotan, lo que reduce los peligros asociados con las pistolas de municiones.
Algunos tiradores utilizan rifles de aire comprimido sin miras para entrenar el tiro instintivo . El ejército de los Estados Unidos también utilizó brevemente armas similares en un programa de tiro instintivo de la era de Vietnam llamado " Quick Kill ". 

### Dardos y flechas

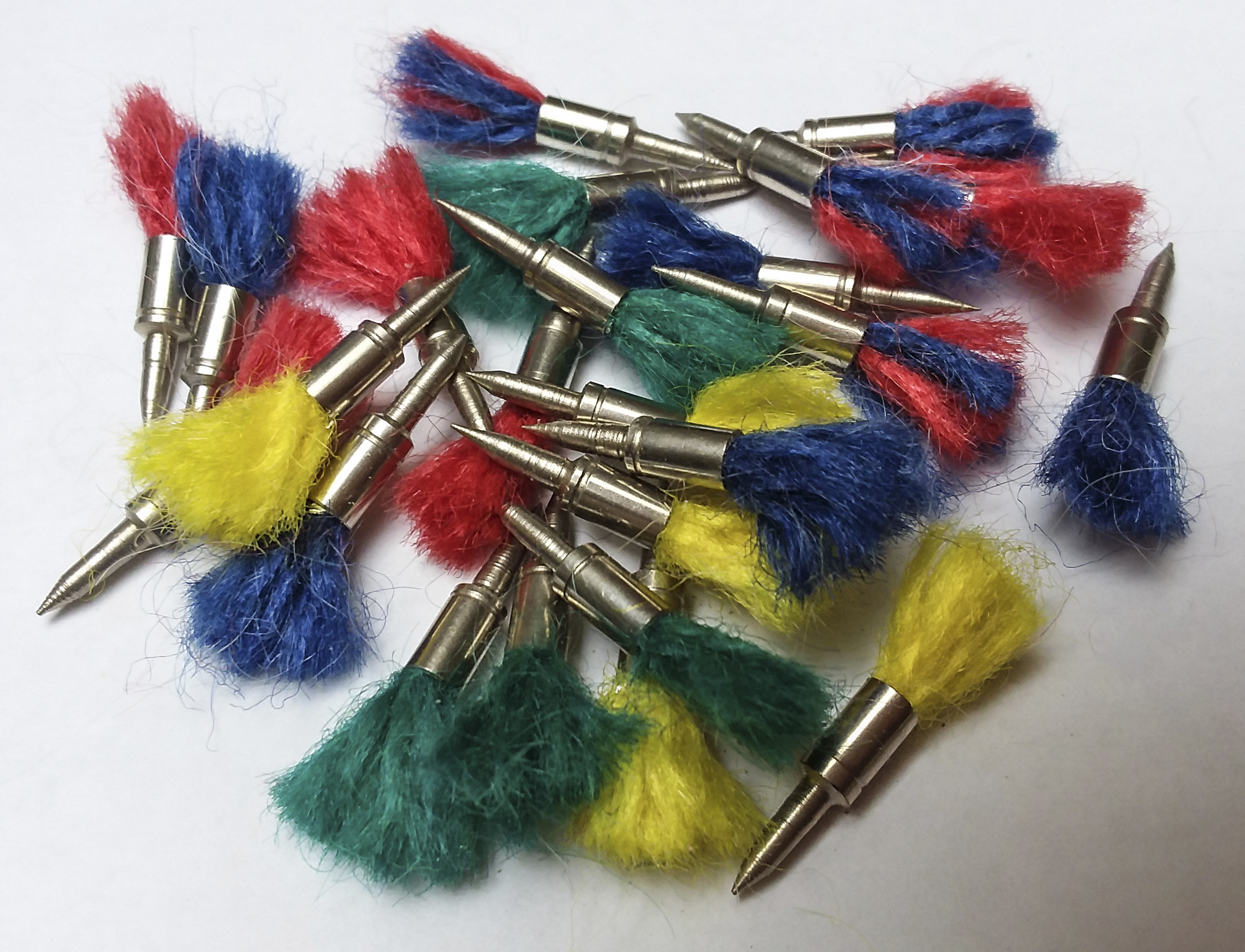
Dardos para pistola de aire comprimido

En los siglos XVIII y XIX, los dardos de aire comprimido eran populares, en gran parte porque podían reutilizarse. Aunque ahora son menos populares, se fabrican varios tipos diferentes de dardos para usarse en pistolas de aire comprimido, pero no se recomienda que los dardos se utilicen en pistolas de aire comprimido con ánima estriada o en pistolas de aire comprimido con resorte.  Las pistolas de aire comprimido que disparan dardos a veces se denominan pistolas de dardos y pistolas tranquilizantes si los dardos utilizados están cargados con compuestos anestésicos ( tranquilizantes ).
Algunas pistolas de aire modernas están diseñadas para disparar flechas y se llaman pistolas de flechas o, a veces, arcos de aire . Estas flechas están diseñadas con un eje hueco que está abierto en la parte trasera, donde normalmente estaría el culatín . Cuando se carga, el eje de la flecha hueca se desliza hacia atrás sobre un cañón cuyo diámetro externo es solo una fracción más pequeño que el diámetro interior del eje, lo que proporciona un ajuste lo suficientemente ajustado que minimiza el ruido y proporciona un sello envolvente razonable sin causar demasiada fricción . Durante el disparo, el gatillo libera aire a alta presión desde el cañón hacia la parte frontal del eje hueco de la flecha, empujando la flecha hacia adelante. Estas armas de aire comprimido pueden disparar flechas a velocidades de lanzamiento que rivalizan o incluso superan las ballestas de alta gama , manteniendo al mismo tiempo una consistencia de precisión que no se ve afectada por la paradoja del arquero , pero también son más caras de instalar y mantener.

### Rayo láser
Desde 2009, el pentatlón moderno incluye una prueba de carrera láser que reemplazó la tradicional carrera a campo traviesa de 3.200 metros y el tiro cronometrado con pistola de aire comprimido.  Los competidores corren 4 vueltas de 800 m combinadas con 4 rondas de disparos. Las pistolas utilizadas son pistolas de aire comprimido modificadas que disparan un rayo láser seguro para los ojos hacia un objetivo al mismo tiempo que descargan aire. Esto ha facilitado la organización de las pruebas desde el punto de vista de la seguridad y permite a los competidores viajar más fácilmente con sus armas. 

## Calibres
Se reconocen varios calibres, los más comunes son los calibres de 
- .177 (4,5 mm), para uso general, siendo el calibre más común. Obligado por la ISSF para su uso en competiciones internacionales de tiro al blanco a 10 m, hasta el nivel olímpico en pruebas de rifle y pistola. También ha sido adoptado por la mayoría de los órganos rectores nacionales para uso doméstico en eventos de tiro al blanco similares. Tiene la trayectoria más plana de todos los calibres para un nivel de energía determinado. Con niveles de energía adecuados se puede utilizar eficazmente para la caza. consistente último en bolas de acero, opción muy usada en pistolas por su facilidad para el funcionamiento semiautomático.

- .22 (5,5 mm y 5,6 mm) para caza y uso general. En los últimos años, se ha permitido el uso de rifles de aire comprimido y pistolas de 5,5 mm (y algunos otros calibres) en tiro al blanco tanto nacional como internacional en eventos no controlados por la ISSF. Especialmente en competiciones FT/HFT y Smallbore Benchrest. Estos eventos a menudo permiten el uso de pistolas de aire comprimido de cualquier calibre, hasta un máximo que suele ser de 5,5 mm, en lugar de un calibre fijo. Las balas normalmente son de plomo o aleaciones de este elemento.

Otros calibres tradicionales menos comunes incluyen
- .20 (5,0 mm) Inicialmente propiedad del rifle de aire neumático multibomba Sheridan, que luego se utilizó más ampliamente.

- .25 (6,35 mm) el calibre más grande comúnmente disponible durante la mayor parte del siglo XX. En las réplicas de airsoft el calibre casi universal es el esférico de 6 mm, anteriormente en PVC, estando este material prácticamente en desuso en la actualidad, prefiriéndose otros plásticos que sean biodegradables, por su menor impacto en el medio ambiente.[11]

- .30 (7,62 mm) el más grande disponible actualmente para armas de aire comprimido sin PCP.

Los principales fabricantes ofrecen rifles de aire comprimido de mayor calibre adecuados para la caza de animales grandes. Suelen ser armas de PCP. Los principales calibres disponibles son:
- .357 (9 mm)
- 0,45 (11,45 mm)
- 0,50 (12,7 mm)
- 0,58 (14,5 mm)

Las pistolas de aire comprimido personalizadas están disponibles en calibres aún mayores, como 20 mm (0,79") o 0,87" (22,1 mm).